# NGC 3660
NGC 3660 (другие обозначения — MCG −1-29-16, UGCA 234, MK 1291, IRAS11210-0823, PGC 34980) — спиральная галактика с перемычкой в созвездии Чаша.
Галактика обладает активным ядром и относится к сейфертовским галактикам типа II
В галактике наблюдается повышенное ультрафиолетовое излучение, и потому её относят к галактикам Маркаряна.
Этот объект входит в число перечисленных в оригинальной редакции «Нового общего каталога».